# Provincia de Rodríguez de Mendoza
La provincia de Rodríguez de Mendoza es una de las siete que conforman el departamento de Amazonas en el Perú. Limita por el norte, por el este y por el sur con el departamento de San Martín, y por el oeste con la provincia de Chachapoyas. 
Su nombre es un homenaje a Toribio Rodríguez de Mendoza, sacerdote y educador hispanoperuano nacido en Chachapoyas y considerado precursor ideológico de la independencia del Perú.
Desde el punto de vista jerárquico de la Iglesia católica, forma parte del diócesis de Chachapoyas.

## Historia
La provincia fue creada por Decreto Ley n.º 7626, del 31 de octubre de 1932, en el gobierno del presidente Luis Miguel Sánchez Cerro.

## Geografía
Abarca una superficie de 2359 km².

## División administrativa
Esta provincia se divide en doce distritos:
1. San Nicolás
2. Chirimoto
3. Cochamal
4. Huambo
5. Limabamba
6. Longar
7. Mariscal Benavides
8. Mílpuc
9. Omia
10. Santa Rosa
11. Totora
12. Vista Alegre

## Capital
La capital de la provincia es Mendoza, ubicada en el distrito de San Nicolás. Está situada a 1616 m s. n. m. a 6°18′00″S 77°23′00″O / -6.30000, -77.38333.

## Autoridades

### Regionales
- Consejero regional
  - 2023-2026:[2] Katia Medina Meléndez (Movimiento Regional Victoria Amazonense)

### Municipales
- 2023-2026[2]
  - Alcalde: Nilser Tafur Peláez, del Movimiento Regional Victoria Amazonense.
  - Regidores:

  1. Abraham Martin Vicente Muñante (Movimiento Regional Victoria Amazonense)
  2. Keily Tejada López (Movimiento Regional Victoria Amazonense)
  3. Michel Ricardo Feijoo Aguilar (Movimiento Regional Victoria Amazonense)
  4. Mario Cruz Ordóñez (Movimiento Regional Victoria Amazonense)
  5. Mary Milagros Villanueva Peláez (Movimiento Regional Victoria Amazonense)
  6. Doritza Valqui Arriaga (Renovación Popular)
  7. Segundo Ancelmo Valqui Revilla (Sentimiento Amazonense)

### Policiales
- Comisario: Capitán PNP Zavaleta Aguilar Luis Adler

## Clima
Es templado, pero, por estar en la ceja de selva, se torna cálido y húmedo. Entre los meses de noviembre a marzo, se presentan lluvias intensas. Las mínimas pueden llegar a los 12 °C y las máximas a los 30 °C. 